# San Lazzaro di Savena
San Lazzaro di Savena is een gemeente in de Italiaanse metropolitane stad Bologna (regio Emilia-Romagna) en telt 30.045 inwoners (31-12-2004). De oppervlakte bedraagt 44,7 km², de bevolkingsdichtheid is 666 inwoners per km².
De volgende frazioni maken deel uit van de gemeente: Borgatella, Castel de Britti, Cicogna, Colunga, Croara, Idice, Ponticella.
De Italiaanse motorfietsfabrikant Italjet is hier gevestigd.

## Demografie
San Lazzaro di Savena telt ongeveer 13150 huishoudens. Het aantal inwoners daalde in de periode 1991-2001 met 2,9% volgens cijfers uit de tienjaarlijkse volkstellingen van ISTAT.
| Jaar | Inwoneraantal |
| ---- | ------------- |
| 1991 | 30.312        |
| 2001 | 29.446        |

## Geografie
De gemeente ligt op ongeveer 62 meter boven zeeniveau.
San Lazzaro di Savena grenst aan de volgende gemeenten: Bologna, Castenaso, Ozzano dell'Emilia, Pianoro.

## Geboren
- Alberto Tomba (19 december 1966), Italiaans skiër